# Albert-André Lheureux
Pour les articles homonymes, voir Lheureux.
Albert-André Lheureux est un metteur en scène belge d'expression francophone, né à Uccle le 29 juillet 1945.

## Biographie
Étudiant à l'athénée Fernand-Blum de Schaerbeek, il crée en 1963, à l’âge de 18 ans dans la maison de ses parents, le Théâtre de l’esprit frappeur à Bruxelles qui va s’inscrire dans une période charnière pour les arts de la scène, une époque de foisonnement, de remise en question, de rupture et d’anticonformisme. Dès lors, les spectacles s’enchaînent, marqués par l’originalité de la mise en scène, l’audace et la diversité du répertoire, la qualité des acteurs, tantôt consacrés, comme Marthe Dugard, Suzy Falk ou Raoul de Manez, tantôt frais émoulus d’une école de théâtre, tels Jean-Claude Frison, Jean-Marie Pétiniot ou encore Michel de Warzée,,,. Il est ensuite désigné comme directeur artistique du palais des sports et du spectacle de Bruxelles (Forest National) et crée le théâtre du Jardin botanique à Bruxelles où il monte notamment Le Roi pécheur de Julien Gracq et Le Cantique des Cantiques avec Emmanuelle Riva. Parallèlement, en 1986, il est chargé de faire renaître le théâtre du Résidence Palace. Depuis la création de l'Esprit frappeur, tout en pratiquant son premier métier de comédien, il signe dans de nombreux pays de nombreuses mises en scène pour le théâtre.

### Réalisateur de film
- 1967 : Possession du condamné, 16 mm, noir et blanc, 11 min

### Théâtre
- 1963 : La Cantatrice chauve d'Eugène Ionesco, Théâtre de l'esprit frappeur, Bruxelles (1963, 1973), Rideau de Bruxelles, Bruxelles, 1969
- 1963 : Édouard et Agrippine de René de Obaldia, Théâtre de l'esprit frappeur, Bruxelles
- 1963 : Le Déménageur de Guy Willems, théâtre de l'esprit frappeur, Bruxelles
- 1964 : Baratin de Fernand Schmitz, Théâtre de l'esprit frappeur, Bruxelles
- 1966 : Les Deux Bourreaux de Fernando Arrabal, Théâtre de l'esprit frappeur, Bruxelles
- 1966 : Le Tas de sable d'Edward Albee, Théâtre de l’esprit frappeur, Bruxelles
- 1967 : Soudain l'été dernier de Tennessee Williams, Théâtre de l'esprit frappeur, Bruxelles
- 1967 : Feydeau à la manière des Marx Brothers d'après Mais n'te promène donc pas toute nue ! de Georges Feydeau, Théâtre de l'esprit frappeur, Bruxelles
- 1967 : L'Éveil du printemps de Frank Wedekind, Festival de Stavelot, Stavelot
- 1968 : Le Désir attrapé par la queue de Pablo Picasso, Festival de Knokke-le-Zoute et Théâtre de l'esprit frappeur, Bruxelles
- 1968 : Le Pédagogue de James Saunders, adaptation de Suzanne Lombard, Rideau de Bruxelles, Bruxelles, Théâtre de l'esprit frappeur, Bruxelles, 1973
- 1969 : Lorenzaccio d'Alfred de Musset, théâtre national de Belgique, Bruxelles
- 1969 : Un hippopotame si sympathique de Richard Olivier, Théâtre de l'esprit frappeur, Bruxelles
- 1969 : Le Manège conjugal de Goffredo Parise, Théâtre de l'esprit frappeur, Bruxelles
- 1969 : La Serrure de Jean Tardieu, Théâtre de l'esprit frappeur, Bruxelles
- 1970 : Le Jardin aux betteraves de Roland Dubillard, Théâtre de l'esprit frappeur, Bruxelles
- 1971 : L'Obsédé de John Fowles, Théâtre de l'esprit frappeur, Bruxelles
- 1971 : Léonce et Léna de Georg Büchner, théâtre du Parvis, Bruxelles
- 1972 : Britannicus de Jean Racine, mise en scène de Jean-Claude Idée et Albert-André Lheureux, Théâtre de l'esprit frappeur, Bruxelles
- 1972 : Le Rouge et le Noir d'après Stendhal, adaptation de Jacques De Decker et Albert-André Lheureux, Rideau de Bruxelles, Bruxelles
- 1972 : Parle bas sinon je crie de Leilah Assunçào, adaptation de René-Jean Poupart, Théâtre de l'esprit frappeur, Bruxelles
- 1972 : Ne mets pas ton doigt là-dedans, ou c'est comme si vous vous promeniez l'été dans un champ de pollen de Louis Alexandre Dubois, Théâtre de l'esprit frappeur, Bruxelles,
- 1972 : La Dévoration de Paul Van den Bosch, théâtre royal du Parc, Bruxelles
- 1973 : Les Sept Manières de traverser la rivière de Lodewijk De Boer, théâtre Mécanique, Paris, 1973, salle des sports Guy-Cudell, Bruxelles
- 1974 : Phèdre de Jean Racine, Palais des Sports et du Spectacle, Bruxelles
- 1974 : Échafaudages de Dorian Paquin, Théâtre de l'esprit frappeur, Bruxelles, 1974, Espace Pierre-Cardin, Paris, 1975, théâtre de la Gaîté, Bruxelles
- 1975 : Iris de Carlos de Aguirre Lugo, adaptation de René-Jean Poupart, Théâtre de l'esprit frappeur, Bruxelles, 1975, Festival Cervantino, tournée au Mexique, 1976.
- 1975 : Vendredi ou les Limbes du Pacifique de Michel Tournier, adaptation de Christian Lepaffe, Théâtre de l'esprit frappeur, Bruxelles
- 1976 : King Singer spectacle musical de Richard Olivier, Théâtre de l'esprit frappeur, Bruxelles, théâtre du Jardin botanique, Bruxelles
- 1976 : Madame de Sade de Yukio Mishima, adaptation d'Isabelle De Decker, théâtre du Jardin botanique, Bruxelles
- 1976 : Le Bossu de Paul Féval, théâtre du Nouveau Gymnase, Liège
- 1977 : Hôtel du lac de François-Marie Banier, théâtre royal du Parc, Bruxelles
- 1977 : La Passion selon Pier Paolo Pasolini de René Kalisky (première version), théâtre du Jardin botanique, Bruxelles
- 1978 : Les Diablogues de Roland Dubillard, théâtre Molière, Bruxelles
- 1978 : Wat Heb Je Aan Een Dode Hoer d'André Emotte et Eliot Tiber, théâtre Arenberg, Anvers
- 1979 : Les Femmes savantes de Molière, théâtre royal du Parc, Bruxelles
- 1979 : Brel en 80 chansons spectacle musical d'Albert-André Lheureux sur des textes et des chansons de Jacques Brel, théâtre Daniel-Sorano, Dakar, Sénégal, théâtre Saint-Michel, Bruxelles
- 1979 : Le Bourgeois gentilhomme de Molière, théâtre royal du Parc, Bruxelles
- 1980 : La Passion selon Pier Paolo Pasolini de René Kalisky (deuxième version), théâtre national de Chaillot, Paris, centre culturel de Woluwe-Saint-Pierre, Bruxelles, 1980.
- 1980 : Les Désirables d'Yves-William Delzenne, Théâtre de l'esprit frappeur, Bruxelles
- 1982 : Cléopâtre de Georges Sion, théâtre du Résidence Palace, Bruxelles
- 1982 : Brel en 100 chansons spectacle musical d'Albert-André Lheureux sur des textes et des chansons de Jacques Brel, théâtre de l'Eldorado, Paris
- 1982 : La Passion selon Pier Paolo Pasolini de René Kalisky (troisième version), Mirano Continental, Bruxelles, théâtre Le Palace, Paris, tournée (Genève, Rome, Milan, Marseille…)
- 1983 : La Salle des profs de Liliane Wouters, école de la rue Félix Hap, Bruxelles, athénée Robert Catteau, Bruxelles, 1984, théâtre de la Potinière, Paris, 1984
- 1983 : Le Siège d'Ostende de Michel de Ghelderode, Monument national, Montréal, théâtre du Résidence Palace, Bruxelles, 1988
- 1983 : Quai des rêves spectacle musical de Jacques Hustin et Albert-André Lheureux, Théâtre de l'esprit frappeur, Bruxelles
- 1983 : Brel en mille temps, spectacle musical d'Albert-André Lheureux, sur des textes et des chansons de Jacques Brel, Auditorium 44, Bruxelles, tournée en Belgique et en Russie, 1984, Palais des Beaux-Arts, Bruxelles, 1985
- 1984 : Le Roi pêcheur de Julien Gracq, centre culturel de la Communauté française Wallonie, Bruxelles
- 1985 : Marilyn et St Aline vont en avion, comédie musicale, livret et Lyrics de Thierry Van Eyll, musique de François Rauber, Le Botanique, centre culturel de la Communauté française Wallonie-Bruxelles, Bruxelles
- 1985 : La Passion selon Pier Paolo Pasolini de René Kalisky (quatrième version), Monument national, Montréal
- 1986 : L'Équateur de Liliane Wouters, Festival du Jeune Théâtre, Palais des Congrès, Liège, 1986, centre culturel de la Communauté française Wallonie, Bruxelles, Le Botanique, Bruxelles, 1987.
- 1987 : Macbett d'Eugène Ionesco, théâtre royal Flamand-KVS, Bruxelles
- 1988 : La Collection italienne de Francis Lacombrade d'après Henry James, théâtre de Boulogne-Billancourt, Paris, théâtre du Résidence Palace, Bruxelles
- 1988 : Vendredi ou les limbes du Pacifique de Michel Tournier, théâtre du Résidence Palace, Bruxelles, 1988
- 1988 : Le Limier d'Anthony Shaffer, théâtre du Résidence Palace, Bruxelles
- 1989 : Le La de Dorian Paquin, théâtre du Résidence Palace, Bruxelles
- 1989 : Bürgerübermensch de Marc Van Weesemael d'après Le Bourgeois gentilhomme de Molière, théâtre royal Flamand-KVS, Bruxelles
- 1990 : Avec ou sans arbres de Jeannine Worms, théâtre Hébertot, Paris
- 1990 : Alexis ou le traité du vain combat de Marguerite Yourcenar, théâtre du Petit Montparnasse, Paris
- 1997 : L'ai-je bien descendu ? spectacle musical de Patrick Pognant, Tréteaux de Grammont, La Pléiade, La Riche
- 1997 : Trait d'union de Frank Bertrand, nouveau théâtre Mouffetard, Paris
- 1998 : L'ai-je bien descendu ?, spectacle musical de Patrick Pognant, nouveau théâtre Mouffetard, Paris
- 1998 : Brel, tu chantes encore spectacle de plein air multimédia de Albert-André Lheureux, textes et chansons de Jacques Brel, château d'Enghien, château Fort de La Roche-en-Ardenne, Grand Place de Bruxelles, abbaye d'Hélécine, château de Monceau-sur-Sambre, château comtal de Rochefort, plage de Knokke, Grand Place de Mouscron, faculté agronomique de Gembloux
- 2001 : Planète solitaire de Steven Dietz, adaptation Patrick Ney, centre culturel François-Mitterrand, Beauvais, Festival off d'Avignon, 2002, tournée en France et en Suisse, 2003, Vingtième Théâtre, Paris, 2003
- 2002 : Le Téléphone de Jeannine Worms, théâtre Essaïon, Paris
- 2003 : L'Immortel bien aime de Yves-William Delzenne, Bateau-Lavoir, Paris
- 2004 : Si bleu, si calme de Luc Cendrier, Vingtième Théâtre, Paris,
- 2004 : Opera bu de Luc Cendrier, Vingtième Théâtre, Paris
- 2004 : L'Oiseau vert de caria Gozzi, adaptation de Giovanni Vitello, théâtre école de Pantin, Canal de l'Ourcq, Paris
- 2004 : Alcibiade ou de la morale en politique de Philippe Lejour d'après Le Banquet de Platon, et Alcibiade de Jacqueline de Romilly, La Rive Opposée, Paris, TAPS, Strasbourg
- 2005 : Les Îles flottantes de Paul Emond, théâtre de la Valette, Belgique, 2005, Festival de Spa
- 2005 : Sand et musset, les amants du siècle de Michèle Ressi, théâtre du collège de la Salle, Festival d'Avignon, théâtre de La Buchette, Paris, 2006-2007.
- 2006 : L'Ivresse des sens (La Fontaine et les siens) de Yves Tarantik, 15e festival Jean-de-La-Fontaine, Château-Thierry
- 2008 : séance de clôture du Festival international du film policier 2008, Liège
- 2008 : Malaga de Paul Emond, théâtre de la Valette, Belgique
- 2008 : L'Envolée - Save Cinemas in Marocco, Festival international de film de Marrakech, Maroc
- 2008 : Festival national de l'Olivier 2008, Zarzis, Tunisie
- 2009 : Sous un ciel de chamaille de Daniel Danis (deuxième version), Latitudes Théâtre, Festival de Huy, Belgique

### Opéra
Albert-André Lheureux, entame parallèlement en 1983 une carrière de metteur en scène pour l'opéra.
- L'Enfant et les Sortilèges de Ravel, Opéra royal de Wallonie, 1983 ; Opéra des Flandres, 1984 ; Opéra royal de Wallonie, 1992
- Les Diables de Loudun de Penderecki, Opéra royal de Wallonie, 1985 ; Opéra du Rhin, Strasbourg, 1985 ; Opéra royal de Wallonie, 1992
- Così fan tutte de Mozart, Opéra du Rhin, Strasbourg, Colmar, Mulhouse, 1986 ; Opéra du Rhin, Strasbourg, 1987 ; Opéra de Tours, 1994
- Samson et Dalila de Saint-Saëns, Opéra royal de Wallonie (Palais des Sports), 1986
- La Cenerentola de Rossini, Opéra des Flandres, 1987 ; Opéra des Flandres, 1988
- Die Entführung aus dem Serail de Mozart, Opéra du Rhin, Strasbourg, Colmar, Mulhouse, 1988 Opéra du Rhin, Strasbourg, 1989 ; Opéra de Vichy, 1989 ; Opéra de Tours, 1992 ; Opéra de Rennes, 1994 ; Opéra d'Angers, 1995 ; Opéra de Rennes, 2000
- Cyrano de Bergerac de Danblon, Opéra royal de Wallonie, 1988
- Czarna Maska de Penderecki, Opéra national de Pologne (Varsovie), 1988
- Orphee de Gagneux, Opéra du Rhin, 1989
- Die Schwarze Maske de Penderecki, Opéra de Karlsruhe, 1990 ; Opéra du Rhin, Strasbourg, 1991
- La Flûte enchantée de Mozart, Opéra de Tours, 1990 ; Opéra de Rennes, 1993 ; Opéra royal de Wallonie, 1993 ; Opéra de Tours, 1997 ; Opéra en plein air (Châteaux de Ooidonk et de La Hulpe-Belgique), 1998 ; Festival d'Avila (Remparts de Avila-Espagne), 1998
- Don Giovanni de Mozart, Opéra du Rhin, Strasbourg, Colmar, Mulhouse, 1990
- La Bohème de Puccini, Opéra national de Pologne (Varsovie), 1991
- Ariadne auf Naxos de Strauss, Opéra de Karlsruhe, 1991
- La Khovanchtchina de Moussorgski), Opéra du Rhin, Strasbourg, Mulhouse, Colmar, 1992
- Fidelio de Beethoven, Opéra de Tours, 1991 ; Opéra de Rennes, 1992 ; Opéra d'Angers, 1992 ; Opéra Ireland (Dublin), 1994 ; Opéra de Saint-Étienne, 1998 ; Opéra de Tours, 2002 ; Opéra de Reims, 2002
- Jeanne la Folle de Michel, Opéra royal de Wallonie, 1993
- Roméo et Juliette de Gounod, Opéra de Massy, 1993 ; Opéra de Las Palmas (Gran Canaria), Espagne, 1999
- Otello de Verdi, Opéra national de Bulgarie (Sofia), 1994 ; Palais des Congrès de Strasbourg, 1994 ; Opéra Royal de Wallonie, 1996 ; Opéra de Saint-Étienne, 1997
- Les Traverses du temps de Prodromidès, Opéra de Tours, 1995
- Sigurd de Reyer, Opéra de Marseille, 1995
- Faust de Gounod, Opéra royal de Wallonie, 1996 ; Opéra de Toulon, 1996 ; Opéra de Metz, 1997 ; Opéra de Tours, 1997 ; Opéra de Bilbao, 1998
- Le Barbier de Séville de Rossini, Opéra de Tours, 1996
- Mireille de Gounod, Opéra de Marseille, 1997 ; Opéra de Bordeaux, 1997
- Carmen de Bizet, Opéra national d'Estonie, 1998 / Opéra en plein air, Belgique : Château de Ooidonk, Gand, 1999 / Palais des Princes Évêques Liège, 1999 / Château de La Hulpe Bruxelles, 1999 / Festival d'opéra en plein air, Chypre : Forteresse de Paphos, 2000 / Opéra national d'Estonie, 2005
- Manon Lescaut de Puccini, Opéra de Las Palmas, Gran Canaria, Espagne, 1999
- Les Huguenots de Meyerbeer, Palais des Congrès de Bilbao, 1999

Les productions d'Albert-André Lheureux ont été présentées en Afrique, en Amérique, en Russie et ex-républiques soviétiques, ainsi que dans de nombreux pays européens.
Il se consacre aussi dans la réalisation de spectacles en plein air l'été, comme Brel, tu chantes encore.

### Spectacles et Comédies Musicales
- King Singer de Burton et Olivier, Théâtre de l'esprit frappeur, Bruxelles, 1976 ; théâtre du Jardin botanique, Bruxelles, 1976
- Brel en 80 chansons de Brel et Lheureux, théâtre Daniel Sorano, Dakar, Sénégal, 1979 ; théâtre Saint-Michel, Bruxelles, 1980
- Brel en 100 chansons de Brel et Lheureux, Eldorado, Paris, 1982
- Quai des reves de Hustin et Lheureux, Théâtre de l'esprit frappeur, 1983
- Brel en mille temps, de Brel et Lheureux, Auditorium 44, Bruxelles, 1983 / Toumée en Belgique et en Russie, 1984 / Palais des Beaux-Arts, Bruxelles, 1985
- L'Homme de la Mancha de Wasserman, Leigh et Darion, Opéra des Flandres, Gand, Anvers, 1985 ; Opéra des Flandres, Anvers 1986
- Marylin et Staline vont en avion de Rauber et Van Eyll, Le Botanique, Centre culturel de la Communauté française, Wallonie-Bruxelles, 1985
- L'ai-je bien descendu ? de Baquet et Pognant, La Pléiade, La Riche, 1997 ; nouveau théâtre Mouffetard, Paris, 1998
- Brel, tu chantes encore de Brel et Lheureux, spectacles de plein air multimédias : château d'Enghien, 1998 ; château fort de La Roche-en-Ardenne, 1998 ; Grand Place de Bruxelles, 1998 ; abbaye d'Hélécine, 1998 ; château de Monceau-sur-Sambre, 1998 ; château comtal de Rochefort, 1998 ; plage de Knokke, 1998 ; Grand Place de Mouscron, 1998 ; faculté agronomique de Gembloux, 1998

## Prix et Distinction
- grand prix international du court métrage au Brésil pour Possession du condamné d'après Jean Genet.
- grand prix de la SABAM (médaille de Ghelderode) pour sa carrière dans le théâtre consacrée à plus de quarante auteurs belges.
- prix Art et Culture.

En 2001 Albert-André Lheureux reçoit la distinction honorifique de chevalier de l'ordre des Arts et des Lettres par Catherine Tasca, ministre française de la Culture[réf. nécessaire].